# Mal del siglo
Mal del siglo (en francés Mal du siècle) es una expresión original del escritor y crítico literario francés Charles Augustin Sainte-Beuve, acuñada en su prefacio de 1833 a la reedición de la novela Obermann de Étienne Pivert de Senancour. Atala (1801) y René (1802) son consideradas como las novelas fundacionales del "mal del siglo", término que también fue rebautizado en 1849 por Sainte-Beuve como "El mal de René".  El "mal del siglo" se empleó como tópico literario para referirse a la crisis de creencias y valores que se desencadena en Europa en el siglo XIX, especialmente en el contexto del romanticismo.
Se trata de un sentimiento de decadencia y hastío, de lo inútil y vano de la existencia, que afectó profundamente a los jóvenes e impregnó la literatura de la época. Son muchos los exponentes de este sentimiento colectivo, pero el más representativo es el Werther de Goethe (que acaba suicidándose), hasta el punto de que el mal del siglo se conoce también como el Mal de Werther (en alemán Werther-Fieber, Fiebre de Werther, que produjo una oleada de suicidios miméticos). La literatura romántica y la novela gótica desarrollaron un gusto por lo morboso y por las personalidades enfermizas y autodestructivas (los antihéroes), tanto en los personajes ficticios como en los reales (Lord Byron, Mariano José de Larra, Edgar Allan Poe, etc.) En ese aspecto, fueron similares algunos movimientos literarios de la segunda mitad del siglo XIX (simbolismo, decadentismo, los denominados poetas malditos -Verlaine, Baudelaire-, etc.)

## Causas, precedentes y prolongación en el tiempo
Se considera que este malestar se debe al vacío existencial dejado por el racionalismo de la Ilustración. La cultura ilustrada y la tradición de los enciclopedistas franceses habían destruido de forma empírica las bases metafísicas y religiosas de la sociedad tradicional, y esto había dejado sin respuesta a las nuevas demandas de sentido. Algo similar ocurriría en el siglo XX durante el período de entreguerras (1914-1939) con el dadaísmo, el surrealismo y otras vanguardias artísticas y literarias (Virginia Woolf, Alfonsina Storni -ambas suicidas-), en la posguerra de la Segunda Guerra Mundial (1945) y en los años cincuenta con el existencialismo (Sartre, Camus), el teatro del absurdo o la generación beat, y que se prolongó en determinados aspectos de la denominada revolución de 1968.